# Johann Rudolf Suter
Johann Rudolf Suter (1766-1827) fue un botánico suizo, y profesor de Botánica en Berna.

## Algunas publicaciones

### Libros
- 1802. Flora helvetica: exhibens plantas Helvetiae indigenas Hallerianas, et omnes quae nuper detectae sunt ordine Linnaeano. Ed. Suter, Füssli (Zürich) Orell en línea

## Honores

### Epónimos
En su honor se designan las especies:
- (Cyperaceae) Carex suteri Kunth
- (Leguminosae) Carmichaelia suteri Colenso
- (Thymelaeaceae) Pimelea suteri Kirk

- La abreviatura «Suter» se emplea para indicar a Johann Rudolf Suter como autoridad en la descripción y clasificación científica de los vegetales.[1]